# شرف خاتون
شرف خاتون جارية تركية أعتقها الخليفة المستضيء بأمر الله وتزوَّجها، وقد انجبت له ولده الأمير أبو منصور هاشم، الذي كان مرشحاً لتولي الخلافة بعد أبيه إلا أن الحُكم أصبح من نصيب أخيه أبي العباس أحمد الناصر لدين الله . كانت شرف خاتون امرأة صالحة وقد عاشت بعد وفاة زوجها وابنها مدة طويلة، وكانت وفاتها في 19 رجب سنة 608 هـ الموافق 26 ديسمبر 1211 ودُفنت بترب الرصافة ببغداد.

## وصلات خارجية
سيدات البلاط العباسي.مصطفى جواد